# غانم هداف
غانم هداف (انگلیسی: Ghanem Haddaf؛ زادهٔ ۲۷ سپتامبر ۱۹۹۱) یک بازیکن فوتبال اهل قطر است.